# Polychoerus ebenhochi
Polychoerus ebenhochi är en plattmaskart som beskrevs av Achatz, Hooge och Tyler 2007. Polychoerus ebenhochi ingår i släktet Polychoerus och familjen Convolutidae. Inga underarter finns listade i Catalogue of Life.